# Ilie Bogdesco
Ilie Bogdesco (n. 20 aprilie 1923, Butuceni, ținutul Balta, Moldova – d. 30 martie 2010, Sankt Petersburg, Rusia) a fost grafician sovietic moldovean.

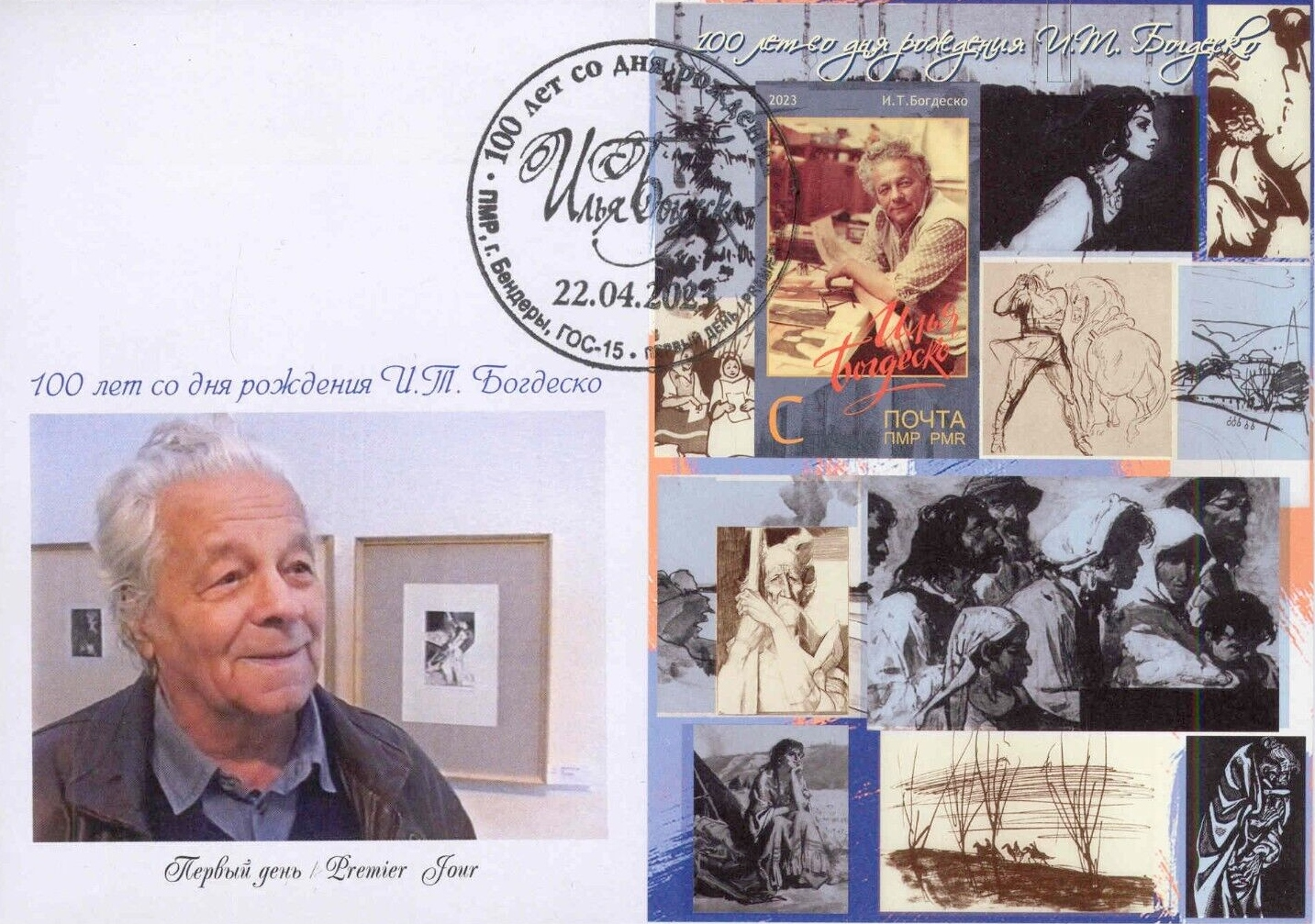
Bogdesco pe un timbru transnistrean din 2023

## Formarea
În anul 1933 familia sa a fost deportată de către autoritățile sovietice în regiunea Viatka (Kirov) din nordul Rusiei. 
1938-1941 – a fost elev la Școala medie din Nikolaevo, raionul Nagorsk, regiunea Kirov. 
1942-1945 – a fost înrolat în Armata Sovietică, satisfăcându-și stagiul militar în unitățile armate auxiliare din apropierea liniei frontului. 
1946-1951 – a fost student la Facultatea de grafică a Institutului de pictură, sculptură și arhitectură Ilia Repin din Leningrad (Sankt Petersburg). După absolvire a devenit membru titular al UAP din RSSM.

## Consacrarea
1952 – a predat disciplinile de specialitate la Școala de arte plastice din orașul Saratov. 

În anul 1953 s-a stabilit cu traiul la Chișinău, desfășurând o activitate creatoare intensă, manifestându-se activ în diferite genuri de artă și deținând concomitent importante funcții administrative. 

1961-1963 – a fost redactor artistic principal la Editura „Cartea moldovenească”. 

În anul 1972, a fost ales în funcția de Președinte al Comitetului de conducere al UAP din RSSM., iar în 1976 și 1979 a fost reales în această funcție încă pentru două mandate, devenind automat și membru al Secretariatului UAP din fosta URSS. A fost ales deputat în Sovietul Suprem al RSS Moldovenești de legislaturile 9-11.

## Lucrări publicate, realizări în domeniul respectiv, contribuții
În RSSM a activat timp de 47 de ani, după anul 1990 stabilindu-se cu traiul la Leningrad (Sankt Petersburg). 

În Albumul Ilie Bogdesco (Editura “Sovietski hudojnik”, Moscova, 1987), Bogdesco s-a manifestat și în calitate de teoretician, scriind câte o prefață pentru fiecare din cele cinci compartimente din care este alcătuită lucrarea, intitulate: Ilustrație, Caligrafie, Grafică de șevalet, Desen, Artă monumentală, texte în care se referă la experiența profesională personală, la concepțiile sale despre artă. 
El a lucrat intens și cu succes și în domeniul artei caracterelor scrise. Unele cărți pentru care a elaborat prezentarea grafică au literele manuscrise integral începând cu titlurile și încheind cu datele din căsuța tehnică. După stabilirea sa cu traiul la Sankt Petersburg el a elaborat o garnitură de caractere scrise după alfabetul rusesc, finisată în anul 2001, garnitură care îi poartă numele, și o garnitură de litere după alfabetul latin. 

Pe parcursul îndelungatei activități creatoare a practicat diferite tehnici de lucru și a folosit diverse materiale: desenul în creion, cărbune, sanguină, cu penița și penelul în tuș, laviul, acuarela, guașa, monotipul, tempera, pictura în ulei, linogravura monocromă și policromă, gravura în metal (pe plăci de cupru), acvaforte hașurat, acvatinta, gravura cu acul, tehnica mixtă, dar cele mai impresionante rezultate le-a obținut în ciclul de gravuri în metal, în tehnica taidus, tăiate cu dăltița pe plăci de cupru. În această tehnică grafică, rar folosită în prezent, care necesită eforturi și abilități profesionale deosebite din partea artistului plastic, au fost realizate ilustrațiile la cartea „Călătoriile lui Gulliver” de Jonathan Swift, apărută la Editura „Lumina”, 1970, în prima ediție, și în ediția a două, revăzută, la Editura „Literatura artistică” în 1980, această lucrare bucurându-se de o înaltă apreciere.
Grafica sa de carte este de o mare varietate plastică și tematică, cuprinzând, în cea mai mare parte, cicluri de ilustrații la operele scriitorilor literaturii clasice universale și naționale, la creații literare de origine folclorică, la lucrările unor scriitori contemporani, dar a realizat prezentarea grafică și la scrieri de natură social-politică, de reportaj, și la unele manuale. Activitatea sa creatoare a beneficiat de o vastă publicitate în cataloagele expozițiilor de artă, în revistele de specialitate, în antologii și ediții speciale, pliante, cărți poștale, albume etc.